# Questi benedetti ragazzi
Questi benedetti ragazzi (De pokkers unger) è un film del 1947, diretto da Astrid Henning-Jensen e Bjarne Henning-Jensen, insignito del Premio della Biennale ai registi dell'8ª Mostra internazionale d'arte cinematografica di Venezia (1947). 